# Плаховка (Курська область)
Плаховка (рос. Плаховка) — присілок в Черемисиновському районі Курської області Російської Федерації.
Населення становить 13 осіб. Входить до складу муніципального утворення Русановська сільрада.

## Історія
Населений пункт розташований на території українського етнічного та культурного краю Східна Слобожанщина.
Від 2004 року входить до складу муніципального утворення Русановська сільрада.

## Населення
| 2002 | 2010 |
| ---- | ---- |
| 31   | ↘13  |